# جامعة لويس باستور
جامعة لويس باستور (بالإنجليزية: Louis Pasteur University)‏، والمعروفة أيضًا باسم ستراسبورغ الأول أو جامعة إل بي، جامعة كبيرة في ستراسبورغ، الألزاس، فرنسا، كانت الجامعة عضوًا في LERU (رابطة جامعات الأبحاث الأوروبية). سميت على اسم العالم الفرنسي الشهير لويس باستور في القرن التاسع عشر، تسعة عشر من الحائزين على جائزة نوبل واثنان من الحائزين على ميدالية فيلدز درسوا أو دَرَّسَوا أو أجروا أبحاثًا في جامعة لويس باستور، مما يؤكد السمعة الممتازة للجامعة.

## التاريخ المبكر
اعتبارًا من 15 يناير 2007، كان هناك 18،847 طالبًا مسجلين في الجامعة، بما في ذلك حوالي 3000 طالب أجنبي. تركز البحث والتدريس في جامعة لويس باستور على العلوم الطبيعية والتكنولوجيا والطب.
في 1 يناير 2009، أصبحت جامعة لويس باستور جزءًا من جامعة ستراسبورغ التي أعيد تأسيسها وفقدت مكانتها كجامعة مستقلة.

## خريجون بارزون
- لويس باستور (1822-1895)، أستاذ الكيمياء.
- أدولف فون باير (1835-1917)، أستاذ الكيمياء، جائزة نوبل عام 1905.
- تشارلز لويس ألفونس لافيران (1845-1922)، طالب طب، حائز على جائزة نوبل عام 1907.
- فيلهلم رونتجن (1845-1923)، محاضر في الفيزياء، جائزة نوبل عام 1901.
- كارل فرديناند براون (1850-1918)، أستاذ الفيزياء، جائزة نوبل عام 1909.
- هيرمان إميل فيشر (1851-1919)، طالب دراسات عليا في الكيمياء، جائزة نوبل عام 1902.
- ألبرشت كوسل (1853-1927، طبيب وعالم كيمياء حيوية، حائز جائزة نوبل عام 1910.
- بول إيرليش (1854-1915)، طالب طب، حائز جائزة نوبل عام 1908.
- بيتر زيمان (1865-1943)، زميل ما بعد الدكتوراه، حائز على جائزة نوبل عام 1902.
- أوتو لوفي (1873-1961)، طالب طب، حائز جائزة نوبل عام 1936.
- ألبرت شفايتسر (1875–1965)، عالم لاهوت، موسيقي، فيلسوف وطبيب، جائزة نوبل عام 1952.
- ماكس فون لاوي (1879-1960)، طالب جامعي في الرياضيات والفيزياء، جائزة نوبل في عام 1914.
- هرمان شتاودنغر (1881–1965)، أستاذ الكيمياء، جائزة نوبل عام 1953.
- أوتو مايرهوف (1884–1951)، طالب طب، جائزة نوبل عام 1922.
- ألفريد كاستلر (1902-1984)، طالب دراسات عليا في الفيزياء، جائزة نوبل عام 1966.
- لويس نيل (1904-2000)، طالب دراسات عليا في الفيزياء، جائزة نوبل عام 1970.
- لوران شفارتز (1915-2002)، طالب دراسات عليا في الرياضيات، ميدالية فيلدز عام 1950.
- رينيه توم (1923-2002)، أستاذ الرياضيات، ميدالية فيلدز عام 1958.
- مارتين كاربلوس (1930–)، أستاذ الكيمياء، حائز جائزة نوبل عام 2013.
- بيير شامبون (1931–)، أستاذ علم الأحياء، جائزة لاسكر في عام 2004، وجائزة مؤسسة غيردنر الدولية في عام 2010.
- جان ماري لين (1939–)، أستاذ الكيمياء، حائز جائزة نوبل عام 1987.
- إيف ماير (1940–)، طالب دراسات عليا في الرياضيات، جائزة أبيل عام 2017.
- جول هوفمان (1941–)، أستاذ علم الأحياء، حائز على جائزة نوبل عام 2011.
- جان بيير سوفاج (1944–)، أستاذ الكيمياء، حائز جائزة نوبل عام 2016.
- باسكال ماير (1963-)، طالب جامعي ودراسات عليا في الفيزياء الحيوية، جائزة الاختراق في علوم الحياة في عام 2022.
- فيليپ هورڤات (1970–)، طالب جامعي ودراسات عليا في علم الأحياء، جائزة مؤسسة غيردنر الدولية في عام 2016.
- إيفون ليبونا بونزي كوليبالي، أستاذة الكيمياء، جائزة الاتحاد الأفريقي كوامي نكروما في عام 2013.
- منير الماجيدي، السكرتير الشخصي لملك المغرب محمد السادس منذ سنة 2000